# Madrid Challenge by La Vuelta
Ceratizit Challenge by La Vuelta (før 2020 La Madrid Challenge by La Vuelta) er et cykelløb for kvinder, der blev etableret i 2015. Løbet er en del af UCI's kalender og er klassificeret som et løb i kategori 1.1.. I 2016 blev løbet en del af UCI Women's World Tour.

## Vindere
| År   | Vinder               | Toer                 | Treer                |
| ---- | -------------------- | -------------------- | -------------------- |
| 2015 | Shelley Olds         | Giorgia Bronzini     | Kirsten Wild         |
| 2016 | Jolien D'Hoore       | Chloe Hosking        | Marta Bastianelli    |
| 2017 | Jolien D'Hoore       | Coryn Rivera         | Roxane Fournier      |
| 2018 | Ellen van Dijk       | Coryn Rivera         | Audrey Cordon-Ragot  |
| 2019 | Lisa Brennauer       | Lucinda Brand        | Pernille Mathiesen   |
| 2020 | Lisa Brennauer       | Elisa Longo Borghini | Lorena Wiebes        |
| 2021 | Annemiek van Vleuten | Marlen Reusser       | Elise Chabbey        |
| 2022 | Annemiek van Vleuten | Elisa Longo Borghini | Demi Vollering       |
| 2023 | Annemiek van Vleuten | Demi Vollering       | Gaia Realini         |
| 2024 | Demi Vollering       | Riejanne Markus      | Elisa Longo Borghini |
| 2025 |                      |                      |                      |
| 2026 |                      |                      |                      |